# Osterfelder Tongruben
Die Osterfelder Tongruben sind ein Naturschutzgebiet in der niedersächsischen Stadt Goslar im Landkreis Goslar.
Das Naturschutzgebiet mit dem Kennzeichen NSG BR 091 ist 4 Hektar groß. Es liegt im Südosten der Stadt Goslar im Naturpark Harz und stellt eine ehemalige Tongrube einer Ziegelei unter Schutz. Die Abbaugrube wird teilweise von steilen Böschungen begrenzt. Teilbereiche des Naturschutzgebietes sind mit Gehölzen bewachsen, andere Bereiche werden beweidet und so offen gehalten. An den Hängen und der Sohle der Grube sind Ruderal- und Pioniervegetation zu finden. Zahlreiche Klein- und Kleinstgewässer sind als Überreste der ehemaligen Nutzung der Grube erhalten. Sie haben eine besondere Bedeutung als Laichgewässer für Amphibien.
Das Gebiet steht seit dem 2. September 1989 unter Naturschutz. Zuständige untere Naturschutzbehörde ist der Landkreis Goslar.